# Ginnastica ai Giochi della XXXI Olimpiade - Sbarra
La finale alla sbarra alle Olimpiadi di Rio de Janeiro si è svolta nella HSBC Arena il 16 agosto 2016.

## Podio
| Oro                       | Argento                  | Bronzo                  |
| Fabian Hambüchen Germania | Danell Leyva Stati Uniti | Nile Wilson Regno Unito |

## Qualificazioni
A causa della regola dei passaporti "two per country", l'accesso in finale è valido soltanto a due atleti per nazione.
| Pos. | Ginnasta                  | Totale | Qual. |
| ---- | ------------------------- | ------ | ----- |
| 1    | Fabian Hambüchen          | 15.533 | Q     |
| 2    | Nile Wilson               | 15.500 | Q     |
| 3    | Epke Zonderland           | 15.366 | Q     |
| 4    | Danell Leyva              | 15.333 | Q     |
| 5    | Francisco Barretto Júnior | 15.266 | Q     |
| 6    | Sam Mikulak               | 15.133 | Q     |
| 7    | Oleg Verniaiev            | 15.133 | Q     |
| 8    | Manrique Larduet          | 15.116 | Q     |
| 9    | Pablo Brägger             | 15.100 | R1    |
| 10   | Bart Deurloo              | 15.100 | R2    |
| 11   | Ryōhei Katō               | 15.000 | R3    |

## Classifica
| Pos.    | Ginnasta                  | D Score | E Score | Penalità | Totale |
| ------- | ------------------------- | ------- | ------- | -------- | ------ |
| Oro     | Fabian Hambüchen          | 7.300   | 8.466   | —        | 15.766 |
| Argento | Danell Leyva              | 7.300   | 8.200   | —        | 15.500 |
| Bronzo  | Nile Wilson               | 6.800   | 8.666   | —        | 15.466 |
| 4       | Sam Mikulak               | 6.800   | 8.600   | —        | 15.400 |
| 5       | Francisco Barretto Júnior | 6.900   | 8.308   | —        | 15.208 |
| 6       | Manrique Larduet          | 7.000   | 8.033   | —        | 15.033 |
| 7       | Epke Zonderland           | 6.900   | 7.133   | —        | 14.033 |
| 8       | Oleg Verniaiev            | 6.300   | 7.066   | —        | 13.366 |